# Allée des Poteaux
L'allée des Poteaux est une voie située dans le 16e arrondissement de Paris, en France. 

## Situation et accès
L'allée des Poteaux se trouve au sein du bois de Boulogne, dans l'ouest de Paris.
Elle débute au niveau de la route de la Porte-Dauphine-à-la-Porte-des-Sablons et finit au niveau de l'allée Saint-Denis.

## Historique
L'allée des Poteaux était autrefois située sur le territoire de la ville de Neuilly-sur-Seine, avant que le bois de Boulogne ne soit rattaché au 16e arrondissement de Paris, par décret du 18 avril 1929.